# Гогинашвили, Роман Гурамович
Роман Гурамович Гогинашвили (груз. რომან გოგინაშვილი; 23 января 1984, Гори) — грузинский футболист, выступавший на всех позициях в поле, в основном на позиции полузащитника.

## Биография
В начале карьеры играл за клубы высшей лиги Грузии «Дила» (Гори) и «Локомотив» (Тбилиси). В 2004 году перешёл в тираспольский «Шериф» и провёл в клубе два сезона, стал двукратным чемпионом Молдавии (2004/05, 2005/06), обладателем Кубка (2005/06) и Суперкубка страны (2005). Выходил на поле в играх Лиги чемпионов.
В 2006 году перешёл в «Динамо» (Брест) и провёл в клубе неполные три сезона. Обладатель Кубка Белоруссии 2006/07, в финальном матче вышел на замену. Участник матчей Лиги Европы. Летом 2008 года перешёл в другой белорусский клуб — «Шахтёр» (Солигорск), но там не закрепился, сыграв лишь два матча. Всего в высшей лиге Белоруссии сыграл 39 матчей и забил один гол.
Летом 2009 года перешёл в азербайджанский клуб «Олимпик-Шувелян». Следующей весной клуб разорвал с ним контракт без компенсации, обвинив в том, что игрок в отпуске заразился гепатитом C, хотя сам Роман всё отрицал.
С 2010 года несколько лет выступал в высшей лиге Грузии за «Дилу», но не был регулярным игроком стартового состава. Вице-чемпион Грузии 2012/13 (провёл 2 матча в сезоне), обладатель Кубка Грузии 2011/12. В конце карьеры играл в третьем дивизионе за «Лиахви-Цхинвали».